# Committee of Estates
Das Committee of Estates existierte von 1640 bis 1660 und regierte Schottland während der Kriege der Drei Königreiche, als das Parlament nicht tagte. Es wurde von den Covenanters dominiert, deren wichtigste Fraktion die des Earl of Argyll war.
Die Bezeichnung „Estates“ bezieht sich auf die drei Stände, aus denen sich das Komitee zusammensetzte: Dem Klerus, in diesem Falle Bischöfe, dem Adel und den Grundherren und den Repräsentanten der königlichen Burgen. Die Bischöfe wurden ausgeschlossen, nachdem die antibischöflichen Covenanters die Kontrolle über die schottische Regierung errangen und so die Bishops’ Wars hervorriefen.